# Goniurellia munroi
Goniurellia munroi är en tvåvingeart som beskrevs av Amnon Freidberg 1980. Goniurellia munroi ingår i släktet Goniurellia och familjen borrflugor. Inga underarter finns listade i Catalogue of Life.